# Songkhramsamut Namphueng
Songkhramsamut Namphueng (thailändisch สงครามสมุทร น้ำผึ้ง, * 7. November 2003) ist ein thailändischer Fußballspieler.

## Karriere

### Verein
Songkhramsamut Namphueng erlernte das Fußballspielen in den Jugendmannschaften des Khlongkhon FC, Simork FC und des Police Tero FC. Bei Police unterschrieb er im Mai 2021 auch seinen ersten Profivertrag. Der Verein aus Bangkok spielt in der ersten Liga, der Thai League. Bei Police kam er bis Dezember 2022 zu einem Pokaleinsatz. Im Januar 2021 wechselte er auf Leihbasis zum Zweitligisten Chiangmai United FC. Sein Zweitligadebüt für den Verein aus Chiangmai gab Songkhramsamut Namphueng am 22. Januar 2023 (20. Spieltag) im Heimspiel gegen den Suphanburi FC. Bei dem 2:1-Erfolg wurde er in der 90. Minute für den Brasilianer Deyvison eingewechselt. In der Rückrunde bestritt er vier Zweitligaspiele. Nach der Ausleihe kehrte er im Sommer 2023 zu Police zurück. Am Ende der Saison 2023/24 belegte er mit Police Tero den 15. Tabellenplatz und musste somit in die zweite Liga absteigen.

### Nationalmannschaft
Songkhramsamut Namphueng spielt seit 2022 für unterschiedliche Juniorennationalmannschaften von Thailand.